# Olaf Meyland-Smith
Olaf Meyland-Smith (23 de julho de 1882 — 26 de novembro de 1924) foi um ciclista dinamarquês que competia em provas do ciclismo de estrada.
Meyland-Smith foi um dos atletas que representou o seu país nos Jogos Olímpicos de 1912, em Estocolmo, onde terminou em oitavo competindo na prova de contrarrelógio por equipes. No individual, ele foi o vigésimo quinto colocado.